# Karewan
Karewan (pers. كاروان) – wieś w Iranie, w ostanie Hormozgan. W 2006 roku  liczyła 598 mieszkańców w 102 rodzinach.